# كامي (تشيلو)
كامي (بالفارسية: کمی) هي منطقة سكنية تقع في إيران في محافظة خوزستان.